# Moudsch-Klasse
Die Moudsch-Klasse (Transliteration Mouǧ; „Welle“) ist eine Fregatten-Klasse der iranischen Marine. Die Schiffe basieren auf der Ende der 1960er-Jahre in Großbritannien für den Iran gebauten Alvand-Klasse.
Hauptaufgabe der Schiffe, die seit 2010 bei der iranischen Marine in Dienst stehen, ist die U-Boot-Abwehr und der Kampf gegen Überwasserschiffe. Die relativ leichten Schiffe dieser Klasse verfügen alle über ein Hubschrauberdeck, aber ohne Hangar. Staatlichen Medienberichten zufolge soll die Sahand über Tarnkappeneigenschaften verfügen. Durch die Anwendung einer nicht näher spezifizierten „besonderen Technologie“ sei die Fregatte von Radarsystemen nicht zu erfassen.
Ursprünglich waren drei Einheiten im Dienst der iranischen Marine – sowohl im Persischen Golf als auch im Kaspischen Meer. Die Jamaran und Sahand sind im Einsatz, die Damavand sank im Januar 2018 an der iranischen Kaspiseeküste. Der Bau weiterer Einheiten ist geplant bzw. bereits in der Durchführung.

## Einheiten
| Kennung | Name                | Bauwerft                      | Kiellegung   | Stapellauf         | Indienststellung  | Bemerkungen                                |
| ------- | ------------------- | ----------------------------- | ------------ | ------------------ | ----------------- | ------------------------------------------ |
| 76      | Jamaran             | Naval Factories, Bandar Abbas | 2001 o. 2004 | 28. November 2007  | 19. Februar 2010  |                                            |
| 77      | Damavand            | Shahid Tamjidi, Bandar Anzali |              | 28. November 2007  | 9. März 2015      | Am 28. Januar 2018 im Sturm gesunken       |
| 74      | Sahand              | Naval Factories, Bandar Abbas | 2010         | 18. September 2012 | 1. Dezember 2018  | Am 7. Juli 2024 im Reparaturdock gekentert |
| 75      | Dena                | Shahid Darvishi, Bandar Abbas | 2012         | 2015               | 13. Juni 2021     |                                            |
|         | Shiraz (ex-Talaieh) | Naval Factories, Bandar Abbas | 2013         | 2016               |                   | in Ausrüstung                              |
|         | Taftan              | Shahid Darvishi, Bandar Abbas | 2014         | 2017               |                   | in Ausrüstung                              |
| 78      | Deylaman            | Shahid Tamjidi, Bandar Anzali | 2017         |                    | 27. November 2023 |                                            |

## Zwischenfälle
- Am 11. Mai 2020 wurde während eines Manövers im Golf von Oman von der Jamaran ein Noor-Seezielflugkörper gestartet. Dabei kam es zu einem Friendly-fire-Vorfall, als der Versorger Konarak (A-1403) getroffen und schwer beschädigt wurde. Dabei fanden 19 Besatzungsmitglieder den Tod und 15 weitere wurden verletzt.[4][5]

- Am 7. Juli 2024 kenterte die Sahand, während Reparaturarbeiten an ihrem Antrieb durchgeführt wurden. Bei dem Versuch, es aufzurichten, sank das Schiff am Liegeplatz.[6]